# ゲネラール＝アドミラール (装甲巡洋艦)
「ゲネラール＝アドミラール」（ロシア語: «Генера́лъ-Адмира́лъ»）は、ロシア帝国が建造した世界初の装甲巡洋艦（броненосный крейсеръ）である。ロシア帝国海軍がクリミア戦争敗戦からの艦隊の復興と外洋進出を熱望した19世紀後半に艦隊主力として整備した、「大洋巡洋艦」（«Океанскій крейсеръ»）シリーズの始祖となる巡洋艦であった。
設計上は装甲巡洋艦と呼ばれたが、その時代ロシア帝国海軍には装甲巡洋艦という正式分類が存在しなかった関係で、1869年6月14日から1875年3月14日まではコルベット（корветъ）または装甲コルベット（броненосный корветъ）、あるいは半装甲コルベット（полуброненосный корветъ）、1875年3月15日からはフリゲート（фрегатъ）または半装甲フリゲート（полуброненосный фрегатъ）、1892年2月1日からは 1 等巡洋艦（крейсеръ I ранга）に分類された。その後、第一線を退き、1906年3月11日付けで練習船（учебное судно）、1909年10月12日付けで機雷敷設艦（минный заградитель）、1920年2月1日付けで再び練習船、1924年7月11日付けで再び機雷敷設艦、1937年6月13日付けで自走浮き基地（плавучая база самоходная）に類別を変更された。ロシア革命ののち、ロシア共和国海軍、さらに労農赤色海軍、ソビエト連邦海軍へ所有者が変わった。最終的に退役したのは1944年であり、ちょうど 80 年にわたって海軍に在籍していた。
艦名は、ロシア帝国の海軍元帥の称号。長きにわたる就役期間に 2 度改名されており、機雷敷設艦となった1909年10月12日付けで「ナローヴァ」（«Наро́ва»: ナルヴァ川の古称）、1924年9月5日付けで「10月25日」、「ドヴァーッツァチ・ピャートヴォ・オクチャブリャー」（«25 Октября́»: 十月革命の記念日）となっている。

## 概要

### 設計
「ゲネラール＝アドミラール」は、ロシア帝国で初めて鉄製の船体に防禦装甲を持った巡洋艦として設計された「ゲネラール＝アドミラール」級装甲巡洋艦のネームシップとして建造された。
日本の鎖国の終焉によって極東方面の艦隊戦力の増強を迫られたロシア帝国は、老朽化した木造蒸気巡洋艦を置換え、極東と地中海での海軍プレゼンスの要求を満たすために、新たに 4 つの巡洋艦分遣隊を設置することとした。その 4 隊の軸となるのはそれぞれ 1 隻ずつ割り当てられる装甲コルベットであり、1860年代中頃からその設計が開始された。計画は、 A・A・ポポーフ海軍少将が中心となって進められた。
当初の計画では、木造フリゲート「ゲネラール＝アドミラール」を改修して再利用することが検討された。しかし、その修理にはあまりに多くの費用が掛かり、費用対効果が悪かった。この工事を行う代わりに、船体水上部分のすべてを鉄製に作り変え、厚み 203 mm の装甲帯を貼り付ける案が出された。しかし、この案でも機関換装が必要であるため費用は 96 万ルーブリに上った。既存艦の再利用は断念され、名前をそのままに金属製船体を持ったフリゲートを新造することに決定した。

### 艤装
ポポーフの指導の下、 N・Ye・クテーイニコフによって設計は仕上げられた設計では、次のような仕様になっていた。鉄製の船体は、装甲帯の高さに当たる鋼製の下層甲板を持っていた。垂直蒸気機関は公称出力で 900 馬力、図示出力で約 6300 馬力の出力を持っており、これによって 14 kn の速力を発揮することができる設計になっていた。燃料となる石炭の積載量は 736 t で、航続距離は 1800 海里であった。艦はまた、面積 2450 m2 の全帆装を有した。スポンソン状に船体から外へ張り出した砲廓には1867年式 21.9 口径 8 インチ（203 mm）砲 4 門を装備し、なおかつそれらは反対側の舷側に移動することもできた。船首と船尾には、それぞれ 1 門の1867年式 23.3 口径 6 インチ（152 mm）砲が旋回式砲座の上に設置された。そのほか、1867年式 19.7 口径 4 ポンド（86.87 mm）砲 7 門、1867年式 9.8 口径  3 ポンド（76.2 mm）上陸砲 2 門、オチキス式 25 口径 47 mm 5 砲身砲 8 門、オチキス式 20 口径 37 mm 5 砲身砲 4 門、381 mm 水中舷側魚雷装置 2 門である。 76.2 mm 上陸砲は、最終的に バラノーフスキイ式 20 口径 2.5 インチ（63.5 mm）上陸砲 2 門になった。

### 建造
設計作業は1869年末までに完了し、サンクトペテルブルクの P・F・セミャーンニコフと V・A・ポレーチカ・ネヴァ川鋳物機械工場が新造艦の建造を受注した。しかし、海軍省の予算削減のために「ゲネラール＝アドミラール」の起工は1870年11月までずれ込んだ。「ゲネラール＝アドミラール」と同型艦 1 隻の建造は、サンクトペテルブルクのオーフタ海軍造船所で行われることになった。「ゲネラール＝アドミラール」の建造監督官には、艦船技師のN・A・スボーチン2 等大尉が任命された。公式な起工日は、1873年5月21日とされた。同年9月26日に「ゲネラール＝アドミラール」は進水したが、本来であればこのときにはすでに竣工していなければならなかった。完全に竣工するまでには、さらに 5 年の歳月を要した。
「ゲネラール＝アドミラール」の艦隊配備は、主機の準備の遅れのためにさらに長引いた。納期の遅れを引き起こした最大の原因は、ベルト工場で発生した火災であった。結局、動力装置が艦に搭載されたのは1876年のことであった。しかも、機関重量は契約重量より 210 t も重くなっていた。その上、ほかの部分でも重量は増すばかりであった。すなわち、予備弾薬は倍増し、乗員数は増え、設計時に予定されていなかった 152 mm ライフル臼砲が搭載され、予定より重い碇が取り付けられ、その他諸々の積載物の増加があったため、排水量にして 512 t の重量増加が発生していた。艦の排水量は 5300 t に達し、喫水は設計より 0.68 m 増え、このため肝心の装甲帯がほとんど水中に没してしまった。海軍元帥の指示により、臼砲は基部の補強部分とともに撤去され、予備弾薬も設計段階の量まで減らされ、上部石炭庫は空にしておくことになった。海軍技術委員会は、装甲の一部を撤去することさえ検討した。しかし、露土戦争後の国際情勢の緊張から機関の換装計画と装甲の撤去計画は中止された。1879年から1880年にかけて実施された試験において、機関は平均で 4470 図示馬力を発揮し、艦は速力 13.57 kn を記録した。

### 運用
「ゲネラール＝アドミラール」は姉妹艦「エジンブールクスキー公」とともに1875年にフリゲートに類別をフリゲートへ変更された。「ゲネラール＝アドミラール」では1878年夏には遠距離航海が計画されていたが、公試において機関に不良箇所が見つかったため、クロンシュタットに止め置かれた。1878年秋に強い嵐に見舞われた際に、艦はクロンシュタット沖合い停泊地で偏流によって押し流され、座礁した。このため、冬のあいだはドック入りして検査と船体の修理を受けなければならなかった。1879年の活動期までには修理は完了し、1880年8月にはいよいよ太平洋へ向けた遠距離航海へ出航した。海軍技術委員会は、艦に出力 7000 図示馬力の新しいモーズリー工場製の機関を搭載し、装甲帯両端の装甲板を撤去する改修設計を作成した。この改修を行えば排水量は 4830 t にまで減ずることができ、速力は 15 kn に向上するはずであった。しかし、設計案は採用されず、ただ檣が削減されて帆面積が 2270 m2 に縮小されただけであった。1885年には武装が強化され、 203 mm 砲は 6 門、 152 mm 砲は 2 門、 87 mm 砲は 6 門、 64 mm 砲が 2 門に 37 mm 砲 8 門が搭載された。このため、過載は著しく増加した。満載排水量 5300 t の状態において、装甲帯はほぼ完全に水面下に没した。一部の石炭庫は乗員区画に改修され、そのため元々 1000 t 以上あった石炭積載量は 630 t に減じた。このため、航行速度 12 kn において航続距離は 2000 海里に激減した。1892年には、装甲艦「ピョートル・ヴェリーキー」から撤去されたボイラーが「ゲネラール＝アドミラール」に移植された。
1893年2月には、「ゲネラール＝アドミラール」はロシア艦隊の先頭に立って国際艦隊に参加し、コロンブスによるアメリカ大陸の発見 400 周年を祝す国際観艦式に参加するため、ニューヨーク・ハンプトン沖合い停泊地を訪れた。翌1864年には、海軍総司令部は「ゲネラール＝アドミラール」、「エジンブールクスキー公」、「ミーニン」の各艦から帆装を撤去して 7000 馬力の蒸気機関を設置、砲熕兵装を換装する改修案を作成した。この改修を行えば、速力は 16.5 kn に向上し、航続距離も前の石炭積載量で 3000 海里まで伸びるはずであった。しかし、資材が不足しており、また、練習航海の際に帆装が不可欠であることから、この改修案は破棄された。
1892年以降、艦は毎年大西洋への航海に従事した。そこでは、隊付き操舵員学校の生徒たちの訓練が行われた。1898年には、「エジンブールクスキー公」とともに練習砲術分遣隊に編入された。この際、古い兵装が撤去されて新たに 4 門の 152 mm 砲と 6 門の 47 mm 砲が搭載された。1906年からは練習船となった。この年はちょうど、最初の弩級戦艦が出現した年であった。「ゲネラール＝アドミラール」によって開かれた装甲巡洋艦の時代は、「ゲネラール＝アドミラール」が第一線を退くとともに幕を下ろしたのである。

### 機雷敷設艦への改装
1900年代になると、練習艦として使用されていた「ゲネラール＝アドミラール」を水雷輸送船（минный транспортъ）へ改装する計画が持ち上がった。設計は、クロンシュタット港支部で作成された。バルト海の機雷砲兵陣地で運用するため、艦には大きな機雷搭載能力が付与されることになった。
1909年には「ゲネラール＝アドミラール」は機雷敷設艦に改装され、艦名も「ナローヴァ」に改められた。改修工事に伴い、排水量は、 4960 t となった。出力 4000 馬力の垂直単式機関 1 基を搭載し、試験の際に記録した速力は 11.4 kn であった。燃料は、 400 ないし 540 t の石炭を搭載した。乗員は 283 名であった。砲熕兵装は大幅に減じられ、カネー式 50 口径 75 mm 砲 4 門と 7.62 mm 機関銃 4 挺だけであった。そのかわりに機雷を多数搭載できるようになり、1912年式機雷で最大 658 個搭載できた。また、のちにマルコーニ式1911年型無線装置も搭載された。
1913年から1914年にかけて、クロンシュタット蒸気船工場においてオーバーホールを受けた。この際、従来の煙管ボイラーを 6 基のベルヴィル式水管ボイラーに換装する改修工事を受けた。そのほか、第2船底の床の張替え、機雷庫の改装、スクリューシャフトの修繕が行われた。工事完了後、機雷敷設艦分遣隊に編入された。

### 第一次世界大戦
第一次世界大戦では、フィンランド湾における機雷敷設作戦に参加した。1917年2月の二月革命ののちは、ロシア臨時政府の管轄下に置かれた。同年10月25日に発生したボリシェヴィキによる十月革命ののちはロシア社会主義連邦ソビエト共和国政府の管轄下に置かれ、赤色バルト艦隊へ編入された。1918年4月にはフィンランド王国と同盟したドイツ帝国軍から逃れるため、フィンランド湾のロシア艦隊は氷海の中を出港する必要に迫られたが、「ナローヴァ」は出港が不可能であったため、4月12日にゲリシンクフォールスに置き去りにされた。そのため、ゲリシンクフォールスを占領したドイツ帝国軍に奪取された。同年5月14日には、ブレスト＝リトフスク条約とハンコ合意に基づきロシアへ返還され、クロンシュタットへ帰港した。同年8月から11月にかけて、クロンシュタット港への入り口を防衛するための機雷敷設任務に従事した。最も稼動状態が高く保たれている艦船が集められた、事実上唯一の実働部隊であるバルト艦隊艦船作戦隊に編入された。
1920年2月1日には、練習船に類別を変更された。1921年4月21日付けで、バルト海海軍に編入された。1922年5月12日から1924年3月14日まで、予備役に入れられた。1924年7月11日には再び機雷敷設艦となり、1935年1月11日付けで赤旗勲章受章バルト艦隊所属となった。1937年には、自走浮き基地へ類別を変更された。

### 第二次世界大戦と退役
第二次世界大戦、すなわちソ芬戦争ならびに独ソ戦の期間は、艦隊軽快部隊の軍事活動拠点ならびに基地として使用された。1944年7月28日付けで艦船名簿から除籍された。
その後、資金資産局へ解体のために引き渡され、レニングラード海洋商業港内のウーゴリナヤ・ガーヴァニの岸壁に繋留された。そこで、船体の漏水が原因で沈没した。1953年に赤旗勲章受章バルト艦隊の事故救難庁によって引き上げられ、「グラフフトルチェルメタ」へ解体作業のため引き渡された。

## ギャラリー

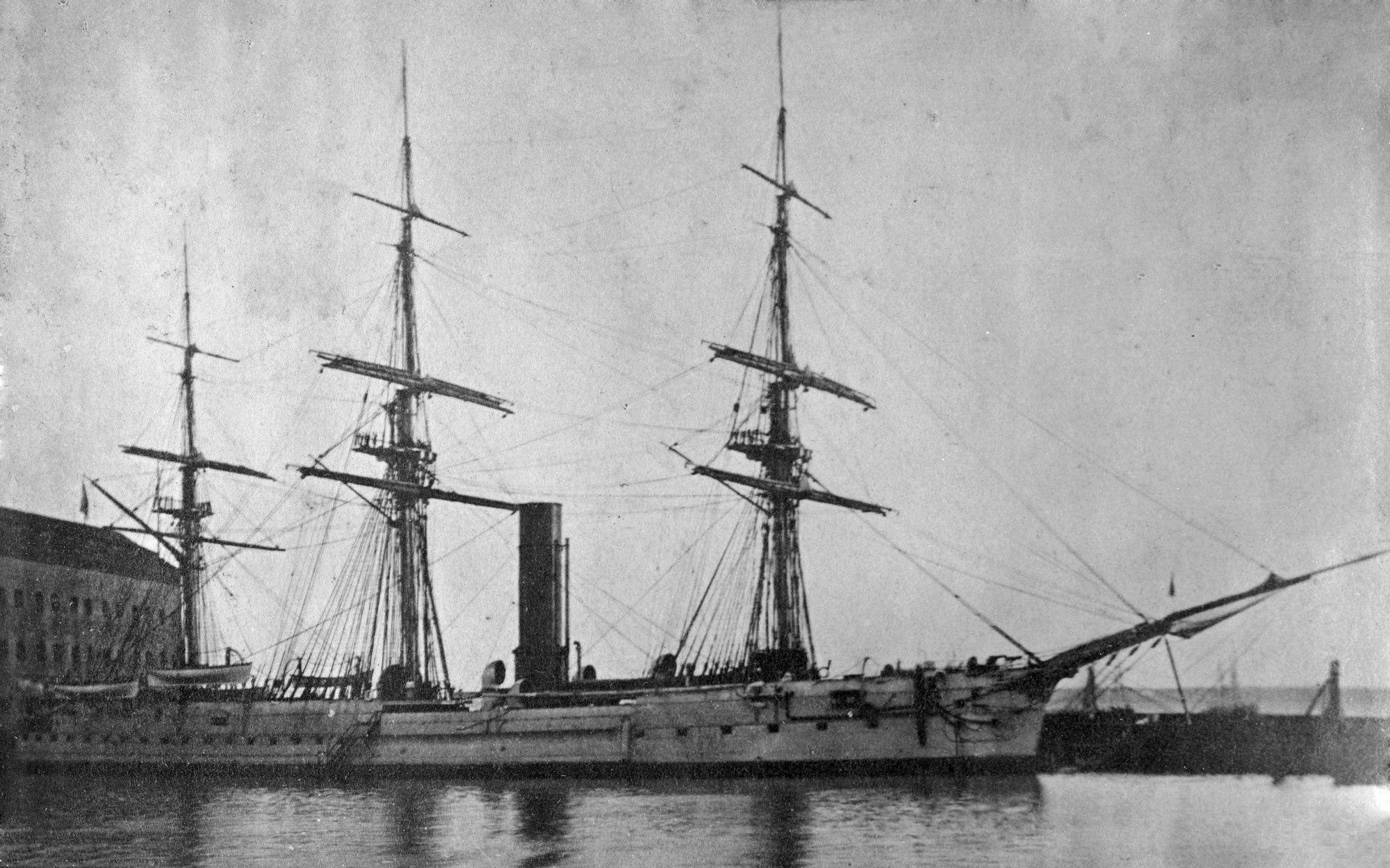
初期の「ゲネラール＝アドミラール」。
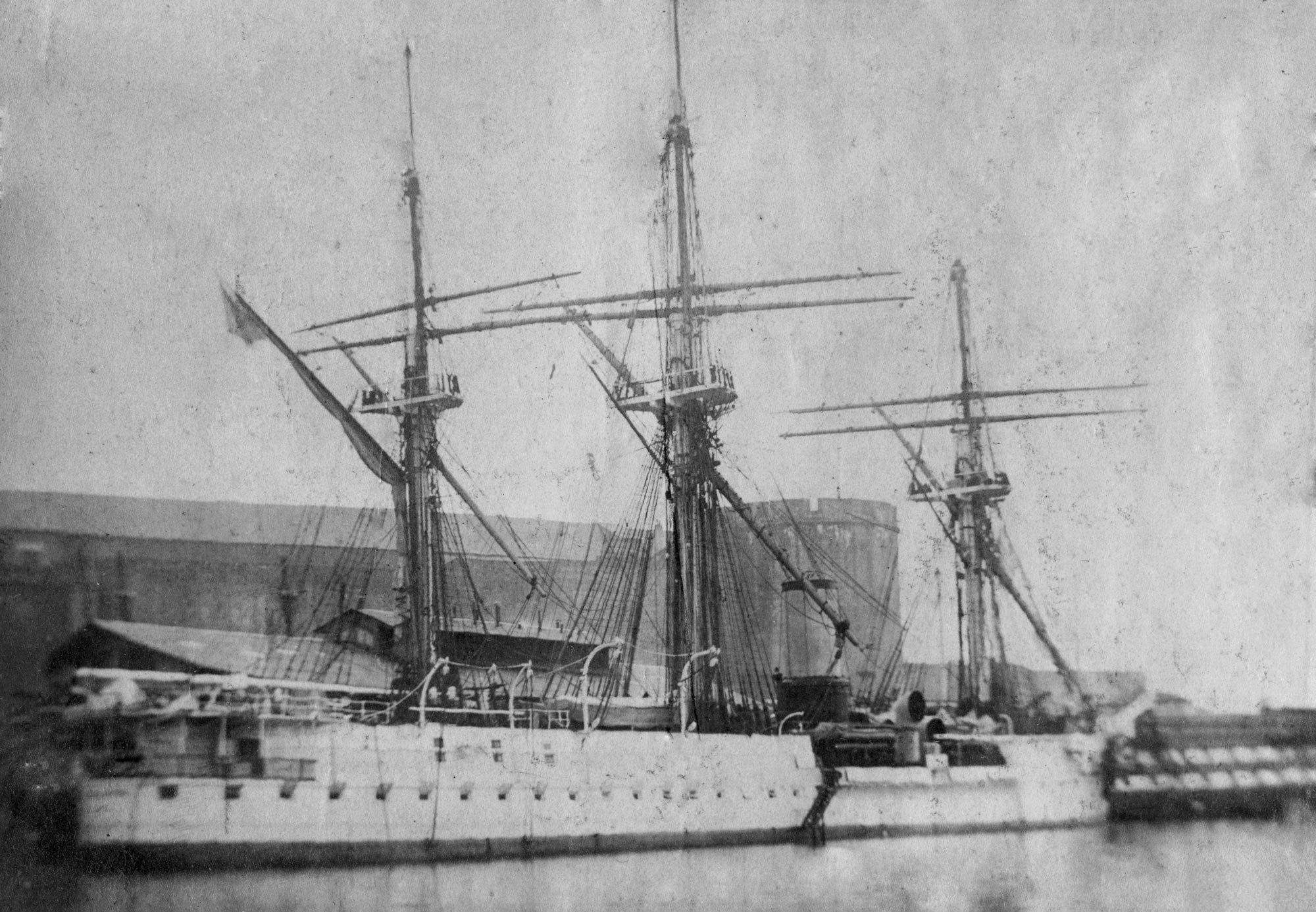
初期の「ゲネラール＝アドミラール」。
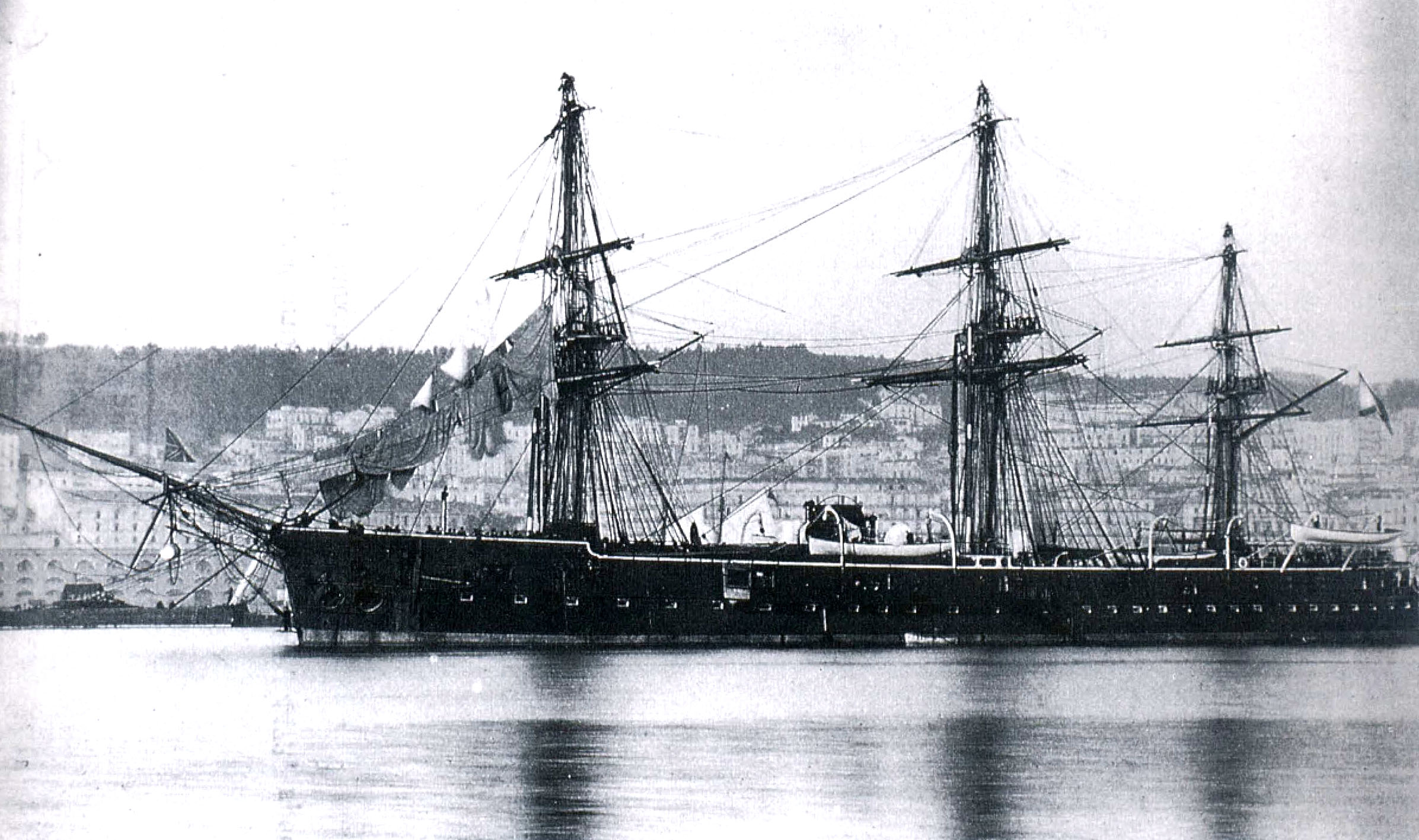
初期の「ゲネラール＝アドミラール」。
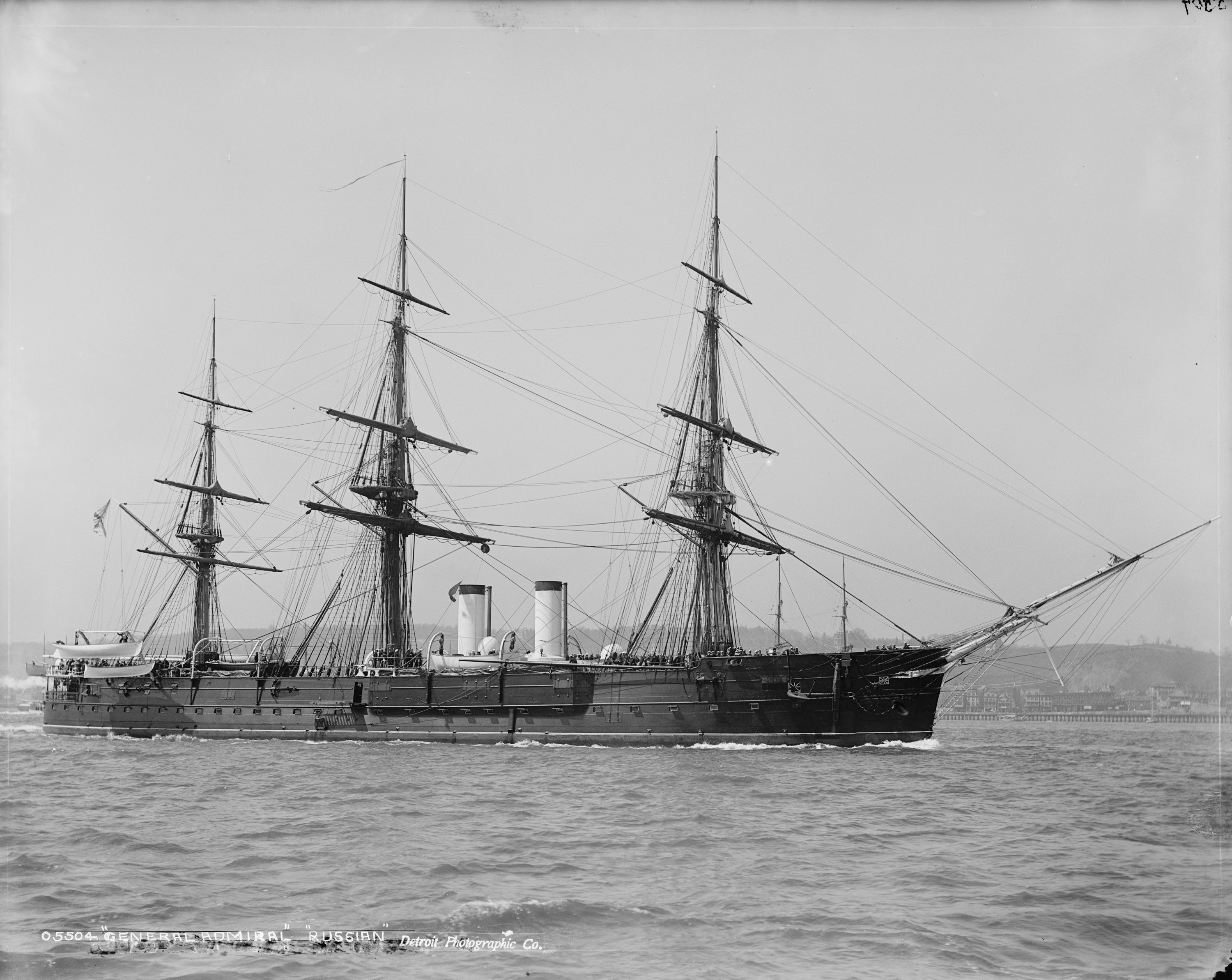
アメリカ大陸発見 400 周年記念観艦式のためにニューヨークを訪れた「ゲネラール＝アドミラール」。1893年4月27日[暦 14]の撮影。
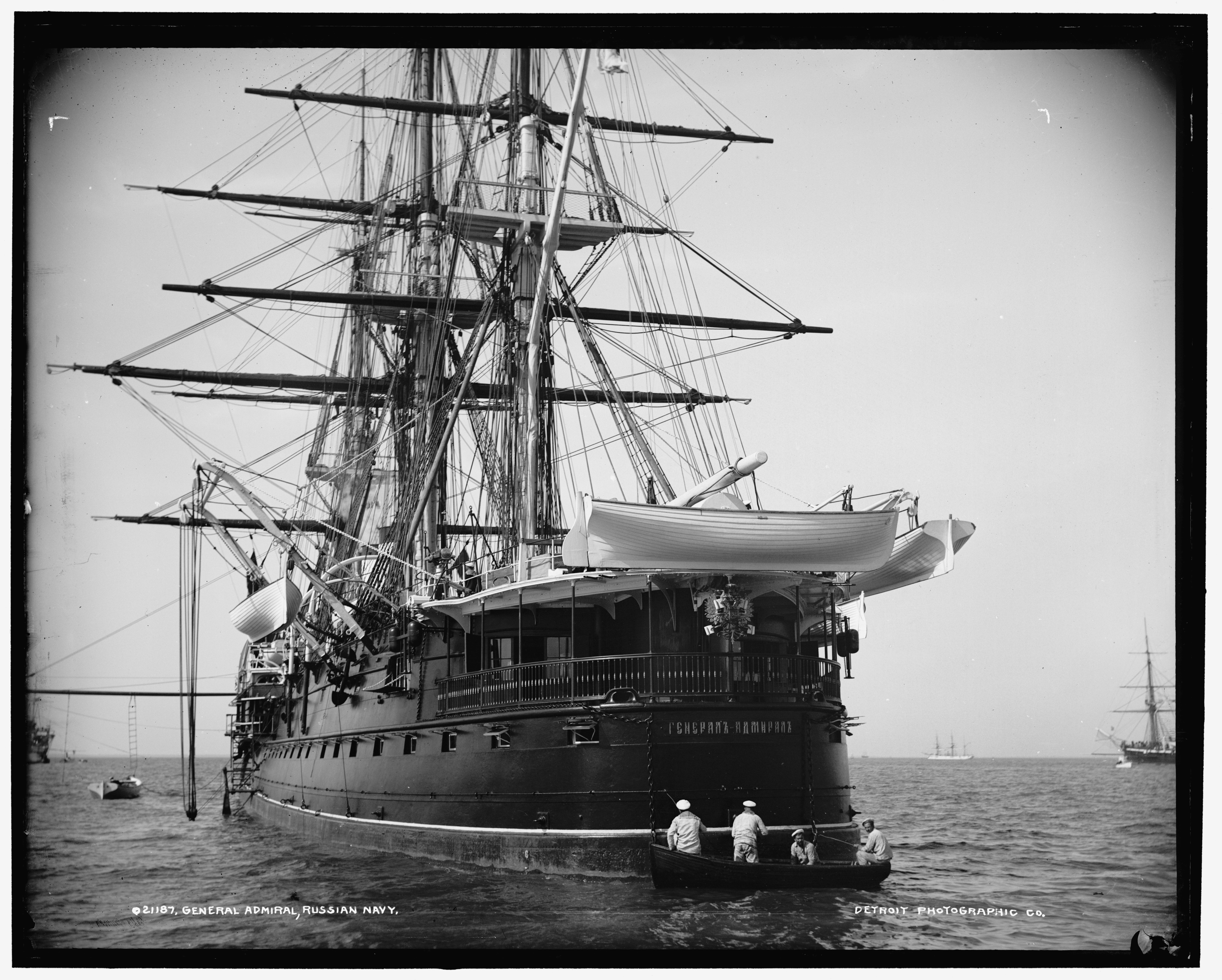
船尾からの眺望。1893年の撮影。
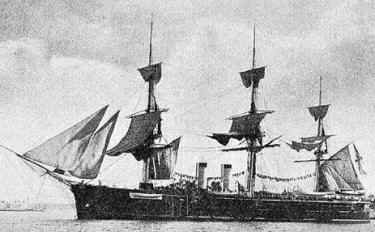
帆装を用いた「ゲネラール＝アドミラール」。

### 暦
ロシア帝国では、正教会の祭事に合わせてユリウス暦を使用していた。そのため、このページではユリウス暦に準拠した年月日を記載する。以下に記載するのは、当時の大日本帝国や今日の日本、ロシア連邦などで使用されているグレゴリオ暦に換算した年月日である。
1. ↑  11月27日。
2. 1 2  10月8日
3. ↑  9月20日。
4. ↑  2月25日。
5. ↑  3月16日。
6. 1 2  11月7日。
7. 1 2  3月27日。
8. 1 2  2月13日。
9. 1 2  3月24日。
10. 1 2 3  10月25日。
11. ↑  6月26日。
12. ↑  3月26日。
13. ↑  6月2日
14. ↑  5月9日。